# Алцхајмерова болест
Алцхајмерова болест (АД) је дегенеративни мождани поремећај средњег или позног животног доба који уништава неуроне и везе у можданој кори што доводи до значајног губитка мождане масе. Данас се сматра главним узроком сенилне деменције (60% до 70% случајева) која се некад сматрала нормалним стањем у старости. Алцхајмерова болест је хронична неуродегенеративна болест која узрокује постепено и неповратно губљење памћења, способности говора, свести о времену и простору, и евентуално способност да се брину сами о себи. Најчешћи рани симптом су потешкоће са памћењем недавних догађаја (губитак краткотрајне меморије). Са развојем болести, појављује се низ других симптом: проблеми са говором, дезоријентација (укључујући лако губљење), промене расположења, губитак мотивације, небрига о себи, и проблематично понашање. Са погоршањем стања, долази до повлачења особе из породице и друштва. Постепено се губе телесне функције, што ултимативно доводи до смрти. Мада брзина прогресије може да варира, просечни животни век након дијагнозе је три до девет година.
Болест је описао немачки психијатар Алојз Алцхајмер 1906, и тада се сматрало да је она ретко ментално стање претежно младих људи.
Узрок Алцхајмерове болест је недовољно изучен. Сматра се да је око 70% ризика наследно и да у томе учествује мноштво гена. Други фактори ризика су: историја повреда главе, депресија или хипертензија. Развој болести је везан за плакове и заплете у мозгу. Дијагноза се успоставља на основу историје болести и когнитивног тестирања уз помоћ медицинске визуелизације и крвних тестова да би се елиминисали други могући узроци. Иницијални симптоми се ћесто могу погрешно сматрати последицом нормалног старења. Прегле можданог ткива је неопходан за успостављање дефинитивне дијагнозе. Ментално и физичко вежбање, и избегавање гојазности могу да умање ризик од појаве Алцхајмерове болести. Не постоје лекови или суплементи са евиденцијом да су делотворни у сузбијању болести.
Не постоје третмани за заустављање или ревертовање прогресије болести, мада неки могу привремено да побољшају симптоме. Погођене особе су временом све више зависне од помоћи других, што је често знатно оптерећење за пружаоце неге; захтеви обухватају социјалне, психолошке, физичке, и економске елементе. Програм вежбања су корисни у погледу дневних активности и потенцијално могу да побољшају исход. Третман бихевиоралних проблема или психозе узроковане деменцијом са антипсихотицима се често примењује али се обично не препоручује јер од обични пружа малу корист и повећава ризик од преране смрти.
Године 2010, било је између 21 и 35 милиона са оболелих од Алцхајмерове болести широм света. Болест се најчешће јавља код људи са више од 65 година, мада су 4% до 5% случајеви ране појаве у којима се болест јавља знатно раније. Ова болест има утицаја на 6% људи изнад 65 живота. Године 2010, деменција је узроковала око 486.000 смртних случајева. У развијеним земљама, АД је једна од финансијски најскупљих болести.
Иако Алцхајмерова болест није природи део старења, ризик добијања ове болести расте са годинама. Неки пацијенти који болују од ове болести се суочавају са огромним страхом и фрустрацијама док се боре са некад својим најједноставнијим задацима и док полако губе своју независност. Породица, пријатељи, и посебно они који се брину о пацијентима, пате од огромне душевне боли и стреса док сведоче како болест полако узима њихове вољене.

## Симптоми
Алцхајмерова болест се појављује постепено. У раним фазама, пацијент има релативно мале проблеме са усвајањем нових информација и памћењем где је оставио своје ствари као што су кључеви или новчаник. Тада почињу проблеми у препричавању ранијих догађаја, или у проналажењу речи да би се изразили. Како болест напредује, пацијент може имати потешкоћа да се сети који је дан или месец, или да пронађе пут кроз познато окружење. То може да изазове склоност ка томе да одлута негде, и да касније не може да се врати назад. Пацијент често постаје раздражљив или одсутан док се бори са страхом и фрустрацијом кад некада позната места постану страна и непозната. Промене у понашању се манифестују тако што пацијент постаје параноичан и неспособан да учествује у разговору.
На крају, пацијент постаје потпуно неспособан за обављање основних животних функција, као што су храњење и коришћења тоалета. Пацијенти који болују од Алцхајмерове болести могу да живе дуго са болешћу, и умиру од поремећаја као што је пнеумонија. Време од дијагнозе до смрти пацијента је од око седам до десет година, али постоје разне варијације од три до двадесет година до смрти, што зависи од старости пацијента, од здравственог стања пацијента, као и од бриге коју пацијент прима.

## Деформитети мозга
Мозак пацијента који болује о Алцхајмерове болести има карактеристичан облик-абнормално обликоване протеине плакове и фибриле. Овај облик немају сви делови мозга и најчешће су захваћени делови мозга задужени за памћење.
Плакови су мање или више сферичасте творевине сребрне боје, које се појављују у свим слојевима мождане коре. Сваки плак има прстен и језгро окружено прстеном. Језгро се састоји од јако аргентофилне амфорне или грануларне масе. Око језгра поређане су микроглиозне станице, често изобличених форми. Амфорна централна маса састављена је од гликоидног и амилоидног материјала. Нарочито много плакова налази се и код других душевних болести, на пример сенилне деменције. Патогенеза и хистогенеза сенилних плакова још увек није јасна. Док их неки научници сматрају продуктом абнормалног метаболизма, други их своде на глиозне факторе.
Друга микроскопска особеност Алцхајмерове болести су фибрили. Они се састоје од контаминираног протеина тау, који служи као спојница структури налик на пругу која проводи хранљиве материје и друге важне молекуле кроз тела неурона. Тау-протеин у фибрилима некако постаје хиперфосфориларан-искварен сувишним молекулима фосфора. Без спојница фибрили се разилазе, савијају и испреплићу до непрепознатљивости. Све што остаје је мала маса коју што неуропатолози називају „сабласни чворић“.
Научници су открили да фибрили и плакови узрокују да се неурони у мозгу пацијента смањују и постепено умиру, прво центар задужен за меморију, затим за језичке способности, и на крају сви остали центри. Ова раширена деформација мозга оставља рупу у центру за примање порука који ремети комуникацију између ћелија, што узрокује неке од симптома Алцхајмерове болести.
Пацијенти који болују од ове болести имају смањену концентрацију неуротрансмитера, хемикалија које преносе информације у мозгу. На пример, Алцхајмерова болест проузрокује смањење неуротрансмитера ацетилхолина, који утиче на меморију. Недостатак других неуротрансмитера у мозгу, као што су соматостатин и, код млађих пацијената, серотонин и норепинефрин, такође ометају нормалну комуникацију између нервних ћелија.

## Узроци
Узроци Алцхајмерове болести још увек нису расветљени, али су истраживања показала да одређене групе људи су подложније добијању ове болести од других. На пример, људи у чијој је породици постојала ова болест имају већу вероватноћу да је добију.
Нека од најуспешнијих истраживања ове болести вођена су у пољу генетике, да би се открила улога историје болести у породици. Научници су открили да људи који у себи носе посебну верзију аполиопротеина Е гена(апоЕ ген), који се налази на 19. хромозому, имају већу вероватноћу да се код њих развије ова болест него људи који у себи носе неку другу верзију овог гена. Најчешћа верзија овог гена у читавој популацији је апоЕ3. Скоро половина особа које болују од касне Алцхајмерове болести носе у себи апоЕ4 ген, а истраживања су доказала да овај ген има улогу у настанку Алцхајмерове болести. Научници су окрили да неке варијације гена на хромозомима 1, 10 и 14 могу повећати ризик од настанка ове болести. Такође су идентификовали ове варијације на хромозомима 1 и 14, и открили да ови гени узрокују мутације на протеинима који се зову пресенилинс.
Научници направили неколико корака у истрази ране Алцхајмерове болести. Серије генетичких мутација су повезане са стварањем амилоидних протеина, протеина у плаковима који су умешани у уништавање неурона. Једна мутација је посебно интересантна јер се јавља на гену који је умешан у генетички поремећај код Дауновог синдрома. Људи који болују од Дауновог синдрома обично развију плакове и фибриле док старе, и научници верују да би проучавање сличности Дауновог синдрома и Алцхајмерове болести могу проширити разумевање генетичких елемената болести.
Неке студије предлажу да један или више фактора, осим наследности, одређују да ли ће се код одређене особе развити ова болест. Једна студија објављена у фебруару 2001. упоређује становнике Ибадана у Нигерији, који једу углавном немасну вегетаријанску храну, са становницима Индијанаполиса у Индијани, чија се прехрана углавном састоји од веома масне и брзе хране. Становници Ибадана имају мање шансе да добију Алцхајмерову болест од оних у Индијанаполису. Неки научници сматрају да здравствени проблеми као што су висок крвни притисак, артериосклероза, висок ниво холестерола, или други кардиоваскуларни проблеми имају улогу у настанку болести.
Једна студија показује да је околина једна од узрочница Алцхајмерове болести, на пример, висока концентрација алуминијума у мозгу може да буде ризичан фактор. Неколико научника су започели пројекат истраживања ове везе, али немају конкретне доказе да је концентрација алуминијума у мозгу један од ризичних фактора настанка Алцхајмерове болести.
Неке студије показују да повреде главе играју улогу у настанку ове болести. Једна студија анализом медицинских картона ветерана Другог светског рата, повезује озбиљне повреде главе у младости са Алцхајмеровом болести у каснијем животу. Ова студија је истражила друге факторе који утичу на развој болести међу ветеранима, као што је присуство апоЕ гена, али нису пронашли неки други фактор.

## Дијагноза
Алцхајмерова болест се може потпуно утврдити тек након што се нервно ткиво прегледа под микроскопом, што је могуће тек после смрти. Због тога, доктори се ослањају на друге технике да би дијагностиковали Алцхајмерову болест. Дијагноза почиње тиме што се уклањају сви могући узроци губитка памћења као што су мождани удар, депресија, алкохолизам, и употреба дрога. Пацијент се затим подвргава прегледима, укључујући и специјално скенирање мозга, да би се као узрок отклонили и други поремећаји. Тада се болесник подвргава детаљнијем прегледу који се зове неуропсихолошки преглед, који је дизајниран тако да процени његове способности да изврши одређене менталне задатке. Ово помаже доктору да одреди да ли он показује знакове Алцхајмерове болести - постепено губљење меморије, потешкоће у изражавању, и губитак свести о времену и простору. Доктори се такође распитују о медицинској прошлости оболелог да сазнају више о неким тежим болестима у породици, што може да помогне у дијагностиковању болести.

## Лечење
Не постоји лек против Алцхајмерове болести, и лечење се ослања на ублажавање симптома и успоравање тока болести. Лекови који повећавају концентрацију ацетилхолина су одобрени од стране америчке Администрације за храну и лекове (ФДА) за лечење Алцхајмерове болести. Болесници примају инхибиторе холинестеразе (Арисепт, Екселон и други), ови лекови имају скроман, али позитиван ефекат на симптоме болести. Ови лекови користе пацијентима у свим фазама болести, али су посебно ефектни у средњој фази. Ово откриће одговара новим доказима да низак ниво ацетилхолина није присутан у најранијој фази болести.
Докази показују да постоји запаљење у мозгу пацијента са Алцхајмеровом болести, које је повезано са стварањем амилоидног протеина. Научници су одлучни у намери да пронађу лекове који ће спречити запаљење, и вероватно успорити или зауставити напредак болести. Други обећавајући приступи се заснивају на механизму који манипулише стварањем амилоидног протеина. Лекови у развоју могу да блокирају дејство ензима који разлажу амилоидни протеин, заустављајући стварање амилоида. Неке студије предлажу да се вакцинацијом животиња са амилоидним протеином може произвести реакција која чисти амилоидни протеин из мозга. Доктори су почели са вакцинацијом људи да би одредили да ли вакцине имају исти ефекат на људе као и на животиње. Постоји још много тога што би се требало проучити, али како научници боље разумеју генетичке компоненте болести, улоге амилоидног протеина и тау протеина, и механизам дегенерације нервне ћелије, тако могућност да се лечење развије расте.

## Брига за пацијенте
Одговорност за пацијенте углавном пада на њихову породицу. Они који се брину за пацијента морају бити на сталном опрезу због могућности да би пацијент могао одлутати, или се узрујати или се збунити на начин који може бити опасан не само за пацијента већ и за друге људе око њега. Губљење способности препознавања лица изазива велики душевни бол.
Људи који се брину о пацијентима често и сами развијају психолошке и здравствене проблеме услед великог стреса. Удружење за Алцхајмерову болест (енгл. The Alzheimer's Association), америчка национална организација са локалним друштвима широм САД, је образовано 1980. Оно је намењено пружању помаћи онима који се старају о пацијентима оболелим од Алцхајмерове болести.